# マートク
マートク (Martok) はアメリカのSFテレビドラマ『スタートレック:ディープ・スペース・ナイン』に登場する人物。クリンゴン人。演じたのは、J・G・ハーツラー。日本語版の吹き替えは(DS9：大山高男、ローワーデッキ：上田耀司)。
通称マートク将軍。正式な名乗りは不明。
クリンゴン帝国防衛軍の将軍で、ガウロン総裁の右腕。マートク家の家長。ドミニオン戦争において、本国を統治するガウロンに代わって前線におけるクリンゴンの代表の立場にあった。一時ドミニオンに捕らえられていたが、ウォーフらによって救出。その縁でウォーフをギンタック（家族の一員と看做される相談役）として一家に迎え入れ、義兄弟として扱うようになった（これ以降、ウォーフはマートク家の者として行動し、最終的にマートクを総裁にすることとなる）。後に、ウォーフの息子アレキサンダーもマートク家に迎え入れている。ドミニオン戦争の末期に、クリンゴン帝国の総裁になる。

## 経歴
貴族の出身ではなく、辺境のケサ低地で15代に渡り戦士として帝国に仕えていた家に生まれる。父親の意向で士官学校を受験し、苦労の末に第一関門を突破。
しかし家が貧しいこと、家柄が低いことを理由に当時の評議員であったコールが形式的なものであった承認を拒否（コールはこの判断を正しいとして最後まで譲ることはなかった）し入学できず、兵士になる道も閉ざされ一般市民としてシヴァング将軍の指揮する巡洋艦に乗り組み、士官の汚れ物を洗う屈辱を味わう。この件でマートクはコールを憎むようになり、後に指揮下に収めたコールに対して陰湿な復讐を行っている。それはコールが勇ましい最期を遂げる寸前まで続いた。
5年後、ロミュランとの争いで乗艦に敵が乗り込んできた際、武器を取って将軍を守り侵入者を撃退する。彼の勇敢な戦いぶりはシヴァング将軍の目に止まってようやく士官への道が切り開かれた、マートクは中尉に昇進した。ドミニオン戦争までの経歴は定かではない。
物語上の初登場は2372年。創設者が連邦大使になりすましてアルファ宇宙域に戦争を起こそうとした事件の直後。カーデシア政府が創設者に乗っ取られたと主張し、それを排除するため、ガウロンに先行してクリンゴンの大艦隊とともにディープ・スペース・ナインに現れた。マートクは当初この目的をシスコに隠していたが、ウォーフの調査により発覚。結局クリンゴン艦隊はカーデシア征服もできず、惑星連邦も味方につけられず撤退。マートクはガウロンに戦闘の続行を訴えたが却下された。
2373年、バトラフ勲章の授与式に出席。しかし潜入したシスコ、当時人間になっていたオドーら、特にオドーの働きによって言動の不自然さを指摘され、その結果このマートクは創設者が化けた偽物であったことが発覚。偽マートクはバトラフ勲章受章者たちの一斉射撃を受けて殺された。
2374年、2年間囚われていた本物のマートクがドミニオンの371捕虜収容所で発見、救助される。このとき領地での狩猟中に襲撃を受けて囚われたことを語り、創設者に支配された領地のことを気にかけていた。
収容所では、ジェムハダー戦士の格闘訓練の相手を強要され続け、戦いの中で左目を失った。しかし若いジェムハダーでは太刀打ちできないほどの強さを維持していた。救出に来たはずのウォーフが捕らわれたことで役目を代わったが、このときのウォーフのベテランのジェムハダーさえ激しく動揺させるほどのタフネスと戦いぶりに感銘を受け、後に彼を一族に迎え入れた。脱出後、DS9でクリンゴン艦隊の指揮を執り始める。
最初の任務では士気の低い艦ロタランの指揮を任せられ、さらには収容所での経験がジェムハダーに対する行動を慎重にしたため部下に臆病者と見なされ、指揮官の座を追われそうになってしまう。しかしウォーフが挑んだ決闘に勝利したことで、自信と部下の信頼を取り戻した。ウォーフの決闘はマートクに立ち直って欲しいとの想いから出た行動であって、本心ではなく戦いの中ではわざと隙を見せてもいた。マートク自身もそれを承知しており、感謝の弁を述べている。この後、ウォーフの息子アレキサンダーをマートク家に迎える。
そして対ドミニオンのクリンゴン艦隊司令官として様々な戦いに参加、名声を得る。しかしガウロンはクリンゴンでの人気がマートクに集中することを妬み、クリンゴン最高のカーレスの勲章を与える一方で、自ら前線指揮を執り始め、次々と無謀な作戦を立て、実行に失敗するマートクを辱めるようになる。これに腹を立て、戦争の行方と帝国の未来を憂慮したウォーフはマートクに総裁の座を奪うよう促すが、マートクは自分が高貴な家の生まれではなく、最高評議会を従わせることはできないことなどを理由に拒絶した。しかしウォーフは作戦会議中にガウロンの言葉を遮って反抗し、決闘に及んでガウロンを倒してマートクを総裁に立てた。この時も、ウォーフを総裁とする宣言を行い率先してウォーフの名を唱えるなど、最後まで就任には消極的であったが、ウォーフに運命であると諭され就任を了解する。
ボイムラーのセリフから、2382年の時点でも総裁の地位のまま健在。(『スタートレック：ローワーデッキ』シーズン3(22話))

## 性格
他のクリンゴンに比べて性格は温厚であり、声を荒げる事もほとんどない。
地球人をあからさまに軽蔑する様子もなく、収容所脱出直後からシスコやベシアに対する好意が見られる。ドミニオン戦争勝利後にはシスコとロスから戦場での乾杯を拒否され「地球人め！」と嫌悪感をあらわにしているが、一人で乾杯し憂さを晴らし、暴れ出したりはしておらずクリンゴン人としては非常に温厚と言える。これが生来のものか、収容所で他種族と長期間暮らした経験による変化なのかは不明。共に捕らえられていたエナブラン・テインが密かに通信機を作ってSOSを発信したことを指して「頭がいい」と誉めている。

### ウォーフとの関係
ウォーフとの信頼関係はとても強い。連邦で育ったためにクリンゴン本国で疎まれがちな彼を一族に迎え入れただけでなく、彼が息子や結婚のことで悩んでいるときにアドバイスをしたこともある。ドミニオン戦争終結後は、クリンゴン総裁として彼を駐クリンゴンの連邦大使にするようシスコに要請した。

### 妻シレラ
23代前の母方の祖母にクリンゴン第二王朝レクロ皇帝の娘シェナラを持つ高貴な家柄の人物。正式な名乗りはリンカサの娘シレラ。ただし、ジャッジアの調べでは、皇室の厩に住んでいたハーレムの女性カラナこそが彼女の先祖である。マートク曰く、誇り高く傲慢で移り気な女。再会の際にマートクに対して「墓に入ってるかと思った」などと憎まれ口を叩くほどに気が強い。伝統、家柄を重んじており、彼女の意志とは無関係に一族になってしまったウォーフと結婚しようとするジャッジアを、余所者であることを理由にいびり倒す。 しかしジャッジアは最終的に試練を乗り越え、シスコの助言によってジャッジアが態度を改めたこともありシレラは彼女を受け入れ、マートク家の女主人として二人の結婚式を取り仕切った。マートクは妻には頭が上がらないが、「気が強いところがいいだろう」と深く愛していることをウォーフに語っている。夫マートク亡き後は多くの敵に囲まれながら息子ドレックスや相談役ウォーフと共に堅実に家を守り、2409年にはロミュランと内通して孫エムヴェンを殺害したトルグ家を攻め滅ぼした（『Star Trek Online』）。

### 息子ドレックス
2372年頃は血気盛んな若者で、ディープ・スペース・ナインの酒場で「ブラッドワインが温い」と怒り乱暴狼藉を働いてウォーフに殴り飛ばされ、マートク将軍に行状を報告されるなど、未熟さが目立っていた。その後数々の戦場で経験を積み立派な戦士となり、マートク家を盛り立てている。ウォーフとの関係は、彼に息子エムヴェンの教育係を任せるほど信頼を置くまでになっている（『Star Trek Online』）。

### 孫エムヴェン
ドレックスの息子。2409年にフォーキャス3号星で行われたバトラフ大会に参加するが、待機中にタルセン司令官率いるロミュランの暗殺部隊に襲われ、壮絶な戦死を遂げた。剣術の師匠は父の相談役ウォーフであり、若いながら彼に「私が知る勇者の一人」と言わせるほどの人物であった（『Star Trek Online』）。